# Moremi Ajasoro
Moremi Ajasoro (en yoruba: Mọremí Àjàṣorò) es una reina legendaria y heroína popular del siglo XII de la región Yorubalandia, en un territorio que pasó a ser el suroeste de Nigeria.

## Biografía
Moremi Ajasoro vivió en el siglo XII. Ella era originaria de Offa,y estaba casada con Oranmiyan, rey de Ife, descendiente del fundador del reino, Oduduwa,  Ife era entonces una ciudad-estado que, conforme a esta leyenda, sufría de forma habitual ataques de un pueblo vecino conocido como el pueblo del bosque (Ugbò en lengua yoruba). Este pueblo llevó a cabo incursiones que resultaron en saqueos y capturas de ciudadanos de Ife, que fueron posteriormente convertidos en esclavos. Debido a su apariencia, los habitantes de Ife consideraban que los invasores eran espíritus.
Moremi Ajasoro decidió, según la leyenda, consultar a una deidad del río, Esimirin, sobre cómo resolver esta situación. Esta deidad aceptó ayudarle, con la condición de que consintiera en un sacrificio una vez resuelto el conflicto. Moremi Ajasoro aceptó sin cuestionar más a esta deidad sobre este sacrificio, y en base a sus sugerencias propuso un plan a su marido que lo aceptó. Mezclada con los comerciantes del mercado de Ife, se convirtió en una de las cautivas durante un nuevo ataque de los Ugbos, para más adelante, gracias a su belleza y a la ayuda de Esimirin, casarse con su soberano. Después de familiarizarse con los secretos del ejército de su nuevo marido y, en particular, con los disfraces de los guerreros para volverse aterradores y adoptar una apariencia sobrenatural, escapó para regresar a Ife. Allí reveló estos secretos a la población de la ciudad, que con esta información pudieron derrotarlos.
Tras la resolución del conflicto, Moremi Ajasoro regresó con su primer marido, el rey Oramiyan de Ife, que inmediatamente la reinstaló como reina. Después Moremi Asasoro fue a agradecer su ayuda a la deidad Esimirin. A cambio, el dios exigió el sacrificio de su único hijo, Oluorogbo. La petición le resultó inconcebible y Moremi rogó al dios que aceptara una ofrenda menos terrible. Pero al final cumplió su promesa y aceptó pagar el precio. La ofrenda de Oluorogbo al dios del río entristeció no sólo a Moremi Ajasoro sino también a todo el reino de Ife.

## Reconocimientos y celebraciones
El festival Edi conmemora el sacrificio que Moremi Ajasoro hace por el pueblo yoruba. Varios lugares públicos llevan su nombre en la Nigeria yoruba contemporánea, como la escuela secundaria Moremi y las residencias de mujeres de la Universidad de Lagos y de la Universidad Obafemi Awolowo.
En 2017, Oba Ogunwusi, el Ooni de Ile Ife, estado de Osun, erigió una estatua a Moremi en su palacio. Esta estatua es una de las más altas de Nigeria y del continente africano.
Esta reina, Moremi Ajasoro, aparece también mencionada en la obra de Léonora Miano, El otro lenguaje de las mujeres, dedicada a las principales mujeres legendarias subsaharianas.